# Malcocinado
Malcocinado (extremadurai nyelven Malcocinau) település Spanyolországban, Badajoz tartományban. Malcocinado Guadalcanal, Azuaga és Alanís községekkel határos. Lakosainak száma 346 fő (2024).

## Népesség
A település népessége az utóbbi években az alábbiak szerint változott:
| Lakosok száma | 530  | 501  | 484  | 449  | 445  | 405  | 379  | 365  | 351  | 346  |
|               | 2001 | 2004 | 2006 | 2009 | 2011 | 2014 | 2016 | 2019 | 2021 | 2024 |